# Dęborzyce
Dęborzyce is een plaats in het Poolse district  Szamotulski, woiwodschap Groot-Polen. De plaats maakt deel uit van de gemeente Pniewy en telt 300 inwoners.